# Ice Sledge Hockey Club Torino Tori Seduti
L'Ice Sledge Hockey Club Torino Tori Seduti, più semplicemente indicato come Tori Seduti Torino sono una squadra di hockey su slittino di Torino, facente capo, dalla stagione 2010-2011, alla polisportiva AS SportDiPiù (in precedenza faceva invece capo alla AS Alioth).
Avendo mosso i primi passi nell'autunno del 2002, è stata la prima squadra italiana di questo sport paralimpico, ed ha vinto quattro titoli italiani.
A causa del ridotto numero di tesserati, dalla stagione 2021-2022 si è unita alla selezione lombarda dell'Armata Brancaleone, per dare vita al Western Para Ice Hockey Team.

## Palmarès
- Campionati italiani:

2005
2005-2006
2006-2007
2012-2013